# Ladislav Medek
Ladislav Medek (17. října 1889 Železný Brod – 24. září 1915 Pewma, okres Gorizia) byl český fotbalista, útočník. Padl na frontě 1. světové války.

## Fotbalová kariéra
Hrál za SK Pardubice a SK Slavia Praha. Mistr Mistrovství Českého svazu fotbalového 1913. Vítěz Poháru dobročinnosti 1910, 1911, 1912 a finalista 1913 a 1914. Stal se amatérským mistrem Evropy 1911.